# Nauruaans
Nauruaans (Dorerin Naoero) is een Austronesische taal die voornamelijk op het Oceanische eiland Nauru wordt gesproken, naast het Engels. In veel landen heet het Nauruaans Nauruan.
Wereldwijd heeft Nauruaans zo'n achtduizend sprekers. In de de facto hoofdstad Yaren wordt een dialect gesproken dat eveneens Yaren wordt genoemd. In 1907 publiceerde Philip Delaporte een woordenboek Duits-Nauruaans, dat circa 1650 Duitse woorden bevat en circa 1300 Nauruaanse.

## Alfabet
In het alfabet waren er eerst 17 letters in gebruik:
- De vijf klinkers: a, e, i, o, u
- Twaalf medeklinkers: b, d, g, j, k, m, n, p, q, r, t, w

De letters c, f, h, l, s, v, x, y en z waren niet inbegrepen. Er zijn echter meer letters bij gekomen door de invloed van andere talen, zoals het Duits, Tok Pisin en Kiribatisch.

### Taalreformatie van 1938
In 1938 was er een voorstel van het Nauruaanse taalcomité en van Timothy Detudamo om de taal makkelijker leesbaar te maken voor Europeanen en Amerikanen. Een vermeerdering van diakritische tekens zou helpen om het verschil in de klinkers te benadrukken. In plaats van een tilde zou er gebruikgemaakt worden van een accent grave. De "õ" werd dus een "ò". De "ã" werd een "e".
De "y" werd geïntroduceerd om het verschil met de Engelse "j" aan te duiden. Hierdoor werd bijvoorbeeld "ijeji" in "iyeyi" veranderd. Ook de "ñ" werd door de "ng" vervangen om het verschil met de Spaanse ñ aan te duiden. Ook "bu" en "qu" werden vervangen. Dit werden "bw" en "kw". De "ts" was door de "j" vervangen, omdat het dezelfde uitspraak heeft als de Engelse "j". Als laatste werd de geschreven "w" op het einde van een woord weggehaald.
Niet al van deze ideeën zijn doorgekomen: de "õ" en "ũ" zijn nog steeds in gebruik en worden niet met een accent grave geschreven. De "ã" en "ñ" daarentegen zijn zeldzaam en worden nu vervangen door "e" en "ng". Ook de "bw" en "kw" zijn in gebruik. De "j" nam dan wel de plaats in van de "ts", maar sommige woorden worden nog steeds met de "ts" geschreven. Bijvoorbeeld Baiti en Ijuw, terwijl deze volgens de reformatie Beiji en Iyu hadden moeten worden. De "y" is wel bijna helemaal geaccepteerd.
De volgende 29 Latijnse letters zijn in gebruik:
- Klinkers: a, ã, e, i, o, õ, u, ũ
- Halfklinkers: j
- Medeklinkers: b, c, d, f, g, h, j, k, l, m, n, ñ, p, q, r, s, t, w, y, z

### Uitspraak van de klinkers
De klinkers met een tilde worden zoals Duitse letters met een umlaut uitgesproken. De ã wordt dus een ä. De ũ is een uitzondering hierop, want deze wordt, voor zover bekend, hetzelfde uitgesproken.
| Foneem | Allofoon  | Foneem | Allofoon           |
| ------ | --------- | ------ | ------------------ |
| /ii/   | [iː]      | /uu/   | [ɨː ~ uː]          |
| /i/    | [ɪ ~ ɨ]   | /u/    | [ɨ ~ u]            |
| /ee/   | [eː ~ ɛː] | /oo/   | [oː ~ ʌ(ː) ~ ɔ(ː)] |
| /e/    | [ɛ ~ ʌ]   | /o/    | [ʌ]                |
| /aa/   | [æː]      | /ɑɑ/   | [ɑː]               |
| /a/    | [æ ~ ɑ]   | /ɑ/    | [ɑ ~ ʌ]            |

- De a heeft vijf verschillende klanken:
  - Zoals in het Engelse father. Bijvoorbeeld: abab (doden)
  - Zoals in het Franse madame. Bijvoorbeeld: e man (hij is gestorven)
  - Zoals in het Engelse quantity. Bijvoorbeeld: ouwak (groot)
  - Zoals in het Franse lâche. Bijvoorbeeld: eokan (de zon)
  - Zoals in het Nederlandse breed. Bijvoorbeeld: imuinãn (die nieuwheden)

- De e heeft drie verschillende klanken:
  - Zoals in het Engelse pet. Bijvoorbeeld: emedena (de straat)
  - Zoals in het Engelse pain. Bijvoorbeeld: innen (zijn moeder)
  - Zoals in het Nederlandse nee. Bijvoorbeeld: bebe (licht, niet zwaar)

- De i heeft twee verschillende klanken:
  - Zoals in het Nederlandse zin. Bijvoorbeeld: imin (ding)
  - Een mix tussen de Nederlandse u in muur en de Nederlandse i in zin. Bijvoorbeeld: ninenin (vastdraaien)

- De o heeft drie verschillende klanken:
  - Zoals in het Nederlandse dol. Bijvoorbeeld: bobo (reiken)
  - Zoals in het Engelse son. Bijvoorbeeld: ekom (reiken)
  - Zoals in het Nederlandse dun. Bijvoorbeeld: ebõg (zoetwater)

- De u heeft drie verschillende klanken:
  - Zoals in het Nederlandse doen. Bijvoorbeeld: dudu (wateren als werkwoord)
  - Zoals in het Nederlandse muur. Bijvoorbeeld: ibũgibũgi (gras)
  - Zoals in het Nederlandse muur, maar dan dieper. Bijvoorbeeld: iju (vis)
  - Een mix tussen de Nederlandse oe in doen en de Nederlandse uu in muur. Bijvoorbeeld: ewadudu (heuvel)

## Dialecten
Volgens een bericht uit Sydney in 1937 bestond er op Nauru een grote dialectvariatie, hier en daar was er zelfs geen onderlinge verstaanbaarheid mogelijk. Deze is echter weggeëbt nadat Nauru een kolonie werd van Duitsland in 1888. Ook het feit dat er voor het eerst Nauruaanse teksten verschenen heeft meegeholpen de dialectvariatie te reduceren. De invloed van buitenlandse talen speelde bij de vorming van de eenheidstaal eveneens een rol. Deze taal, het hedendaagse Nauruaans, werd gepromoot door woordenboeken en Bijbelvertalingen van Alois Kayser en Philip Delaporte.
Vandaag de dag zijn er nog maar weinig verschillen in de taal. In het district Yaren en daaromheen wordt een dialect gesproken, het Yaren, dat enigszins verschilt van het Standaardnauruaans.